# Нитекрылка закавказская
Нитекрылка закавказская (лат. Nemoptera sinuata) — вид сетчатокрылых насекомых из семейства нитекрылок (Nemopteridae).

## Описание
Длина тела около 15 мм. Коричневое тело покрыто мягкими волосками. Передние крылья закругленные, желтые с коричневым рисунком. Задние крылья лентовидные, длинные и узкие, в длину достигают 61 мм. Они не плоские, а на протяжении крыла его отдельные участки повернуты вокруг продольной оси под прямым углом.

## Ареал и места обитания
Обитает в Юго-Восточной Европе и в северной части Передней Азии: в Болгарии, Греции, Ливане, Сирии, Турции и Южном Закавказье (юг Армении и Нахичеванская АР). В Южном Закавказье населяет фригану, на которой проводится хозяйственная деятельность человека.

## Особенности биологии
Взрослые насекомые появляются в апреле, лёт продолжается до августа. Питаются пыльцой цветковых растений. После спаривания самки откладывают на поверхности почвы яйца, из которых примерно через 20 дней вылупляются личинки. Тело у личинок закруглённое, голова круглая, уплощённая с вытянутыми вперед и загнутыми, игловидными челюстями. Они активно передвигаются по поверхности почвы и питаются мелкими насекомыми и их личинками. Окукливаются осенью, зимуют куколки.

## Охрана
Как редкий вид, ареал которого северо-восточным краем заходил в пределы страны, закавказская нитекрылка была занесена в Красную книгу СССР. В качестве мер по сохранению вида предлагались охрана его естественных местообитаний в Нахичеванской АССР и создание заповедника или заказника в долине Аракса.